# Дударенко, Андрей Емельянович
Андрей Емельянович Дударенко (1912-1945) — майор Рабоче-крестьянской Красной Армии, Герой Советского Союза (1945).

## Биография
Андрей Дударенко родился 25 октября 1912 года в Караганде (ныне — Казахстан) в рабочей семье. В 1920 году переехал в город Мирноград (ныне — Донецкая область Украины). В 1927 году Дударенко окончил финансовый техникум, после чего работал чертёжником. В 1934 году он был призван на службу в Рабоче-крестьянскую Красную Армию. В 1937 году Дударенко окончил Одесское артиллерийское училище, в 1941 году — Военную академию имени Ф. Э. Дзержинского. С того же года — на фронтах Великой Отечественной войны. Участвовал в Сталинградской битве, битве за Днепр, освобождении Киева, Житомира, Корсунь-Шевченковской, Львовско-Сандомирской операциях, освобождении Польши. К январю 1945 года гвардии майор Андрей Дударенко был заместителем по строевой части командира 15-й гвардейской миномётной бригады 3-й гвардейской миномётной дивизии 21-й армии 1-го Украинского фронта. Отличился во время форсирования Одера.
25 января 1945 года во время боёв на плацдарме на западном берегу Одера Дударенко управлял огнём подразделений бригады, всегда находясь на передовой, подвергая риску свою жизнь. Части бригады отбили несколько вражеских контратак, удержав плацдарм. 27 января Дударенко погиб, нарвавшись на засаду противника при разведке его огневых позиций. Похоронен под городом Тарновске Гуры.
Указом Президиума Верховного Совета СССР от 6 апреля 1945 года за «образцовое выполнение боевых заданий командования на фронте борьбы с немецкими захватчиками и проявленные при этом мужество и героизм» гвардии майор Андрей Дударенко посмертно был удостоен высокого звания Героя Советского Союза. Также был награждён орденом Ленина, двумя орденами Красного Знамени, двумя орденами Отечественной войны 1-й степени, рядом медалей.
В честь Дударенко названа улица в Мирнограде и в Красноармейске.